# WN Nr. 11 und 12
Die WN Nr. 11 und 12 sind laufachslose zweiachsige Tenderlokomotiven, die 1913 bei der Maschinenfabrik Esslingen für die Härtsfeldbahn gebaut wurden. Die Lokomotiven gehörten den Württembergischen Nebenbahnen (WN), die die Härtsfeldbahn am 1. Januar 1910 übernommen hatten.

## Geschichte
Die Lokomotiven wurden von dem damaligen Esslinger Ingenieur Max Mayer maßgeblich entwickelt und trugen die Fabriknummern 3710 und 3711. Sie wurden vorwiegend für Personenzüge eingesetzt, für Güterzüge auf der steigungsreichen Strecke waren sie zu schwach, dafür kamen Mallet-Lokomotiven  zum Einsatz. Sie bewährten sich im Betrieb und waren beim Personal beliebt. Lok 12 wurde 1945 durch Kriegseinwirkung beschädigt, aber in der Werkstatt der Härtsfeldbahn wieder repariert. Mit Beginn des Triebwagenverkehrs 1956 wurden beide Loks nur noch als Reserve eingesetzt. Spätestens 1962 (Lok 12) und 1964 (Lok 11) wurden sie ausgemustert.

## Technische Merkmale
Die Loks gehörten zu den ersten Kleinbahn-Lokomotiven, die mit Überhitzer-Technik ausgerüstet waren. Es wurden Schmidtsche Überhitzer verwendet. Die Lokomotiven haben Kolbenschieber und eine Heusinger-Steuerung. Angetrieben wurde die zweite Achse. Als Bremse war eine Wurfhebelbremse vorhanden, als Zugbremse eine Hardy-Saugluftbremse. Die Loks hatten ein Latowski-Dampfläutewerk. Der Wasserkasten war zwischen Rahmen und Langkessel untergebracht, der Kohlenkasten auf der Rückseite des Führerhauses. Die Lokomotiven waren für Einmann-Bedienung ausgerüstet, deshalb verfügten sie auch an beiden Enden über eine Übergangsmöglichkeit zum Zug. An der Stirnseite gab es eine Übergangsbrücke, ein Geländer am Umlaufblech des Kessels und die Führerhaustritte waren bis zum Lokende verlängert. Die Lok 11 war zunächst mit einem Vorwärmer ausgestattet, der jedoch Mitte der 1920er Jahre bereits wieder ausgebaut war.
Anfang der 1950er Jahre wurde die Saugluftbremse durch eine Druckluftbremse ersetzt. Der Schalldämpfer dafür wurde vor dem Schornstein montiert.

## Verbleib

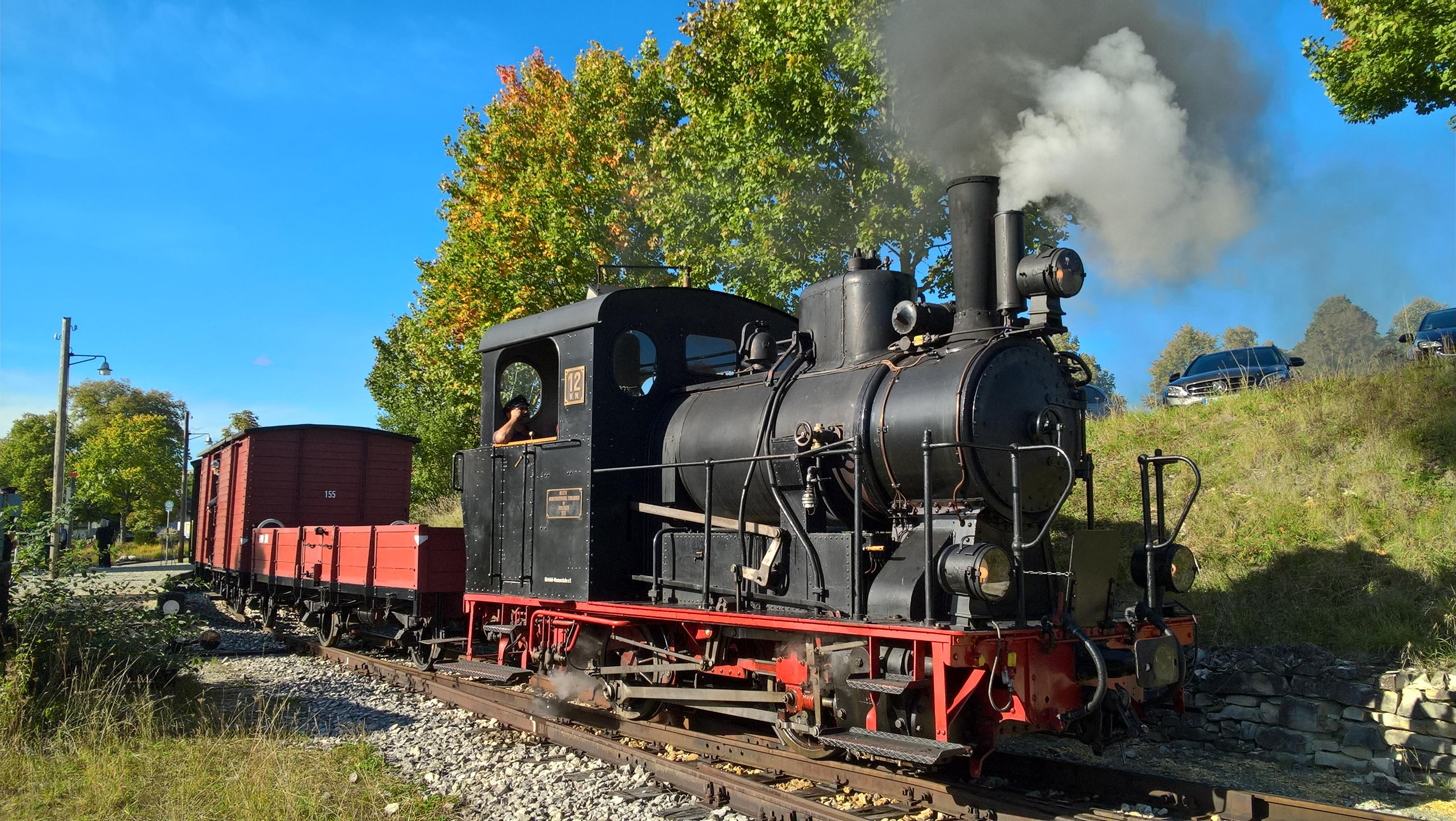
Lok 12 in Neresheim (2020)

Beide Lokomotiven wurden 1965 von einem Privatmann gekauft und sind erhalten geblieben.
Lok 11 wurde 1966 vor dem Bahnhof Neresheim als Denkmal aufgestellt. 1984 wurde sie restauriert und kam zur Härtsfeld-Museumsbahn. Sie steht unter Denkmalschutz und befindet sich seit 2010 in der Aufarbeitung (Stand: 2022).
Lok 12 wurde 1966 als Klettergerät in Heidenheim auf dem Galgenberg aufgestellt. 1986 kam sie nach Neresheim zur Härtsfeld-Museumsbahn und ist nach Aufarbeitung seit 1994 betriebsfähig.